# Nadir az-Zahabi
Nadir az-Zahabi, arab. ‏نادر الذهبي‎ (ur. 7 października 1946 w Ammanie) – jordański polityk, były oficer sił powietrznych i szef linii lotniczych. Premier Jordanii od 25 listopada 2007 do 14 grudnia 2009.

## Edukacja
Nadir az-Zahabi urodził się w 1946. W 1964 ukończył szkołę Al-Husajn w Ammanie. W 1969 zdobył dyplom w dziedzinie inżynierii lotniczej w Greckiej Akademii Sił Lotniczych oraz na Cranfield University w Wielkiej Brytanii. W 1987 ukończył administrację publiczną na Auburn University w stanie Alabama w USA.

## Kariera lotnicza
W 1964 wstąpił do jordańskich sił powietrznych. W 1982 ukończył studia z zakresu inżynierii lotniczej w Wielkiej Brytanii. W 1991 został dowódcą Jordańskich Sił Powietrznych. W 1994 objął stanowisko szefa Jordańskich Królewskich Linii Lotniczych (Royal Jordanian Airlines).
W latach 1994–1995 pełnił funkcję dyrektora Arab Air Carriers Organization. Od 1996 do 1997 był dyrektorem IATA, a w latach 1995–1998 zasiadał w radzie nadzorczej organizacji.

## Polityka
W latach 2001–2003 az-Zahabi pełnił funkcję ministra transportu. W marcu 2004 został szefem Specjalnej Strefy Ekonomicznej, utworzonej w 2002 w porcie Akaba nad Morzem Czerwonym.
22 listopada 2007 został mianowany przez króla Abd Allaha II szefem rządu w następstwie przeprowadzonych dwa dni wcześniej wyborów parlamentarnych. 25 listopada 2007 odbyło się zaprzysiężenie nowego gabinetu i jego oficjalne zatwierdzenie przez parlament. Az-Zahabi objął w rządzie dodatkowo stanowisko ministra obrony.
9 grudnia 2009 premier az-Zahabi złożył dymisję na ręce króla, który misję sformowania nowego gabinetu powierzył Samirowi ar-Rifa’iowi. Zmiana na stanowisku premiera nastąpiła po rozwiązaniu parlamentu przez króla 23 listopada 2009 i instrukcjach z jego strony w sprawie reformy prawa wyborczego. Komentatorzy zarzucali parlamentowi nieefektywność w działaniu i powiązania deputowanych z aferami korupcyjnymi. 14 grudnia 2009 rząd Samira ar-Rifa’ia został zaprzysiężony przez króla.
Nadir az-Zahabi jest żonaty, ma dwóch synów oraz córkę.